# Antoculeora lushanensis
Antoculeora lushanensis är en fjärilsart som beskrevs av Chou och Lu 1978. Antoculeora lushanensis ingår i släktet Antoculeora och familjen nattflyn. Inga underarter finns listade i Catalogue of Life.